# Корчагина-Александровская, Екатерина Павловна
Екатери́на Па́вловна Корча́гина-Александро́вская (11 (23) декабря 1874, Кострома — 15 января 1951, Ленинград) — русская и советская актриса театра и кино. Народная артистка СССР (1936). Лауреат Сталинской премии первой степени (1943).

## Биография
Екатерина Корчагина родилась в Костроме в семье провинциальных актёров Корчагиных, находившихся в постоянных разъездах и выступавших под фамилией Ольгины (отец вынужден был взять псевдоним, так как пошёл против воли родителей, считавших позором иметь сына-актёра).
С 6 лет выступала на сцене. Самостоятельную творческую жизнь начала в 1887 году в Перми под тем же псевдонимом, что и родители — Ольгина. Работала в театрах различных городов: в Архангельске, Могилёве, Ельце, Туле, Тамбове.
По собственному признанию, образования никакого не имела, кое-как с помощью случайных уроков освоила письмо и чтение, актёрскую профессию ей помогла постичь мать. А в 1890 году она отвезла дочь в Москву и показала её Елизавете Горевой, которая приняла девочку в труппу своего театра. В то время Екатерина много выступала в амплуа травести, однако вскоре Горева разорилась, и ей пришлось вернуться в провинцию.
В 1890—1895 годах играла в Иваново-Вознесенске уже под своей настоящей фамилией Корчагина, с 1896 по 1903 год — в Пскове и Порхове в антрепризах мужа, актёра и режиссёра Владимира Александровского, за которого вышла замуж в 1895 году, в третий раз изменив фамилию на Корчагина-Александровская. Всего на провинциальной сцене сыграла около 400 ролей.
Особенно она ценила Александра Островского и, выступая на частных театрах, брала себе сразу по две-три женские роли в его пьесах, включая старух, которые впоследствии прославили её. После банкротства мужа семья оказалась в бедственном положении. Почти год они выступали в Сызрани и Вологде, где актриса познакомилась с Павлом Орленевым, который рекомендовал её Вере Комиссаржевской.
С 1904 по 1907 год отыграла три сезона в Драматическом театре Комиссаржевской в Санкт-Петербурге. В 30 лет подала заведующему труппой заявление о том, что хотела бы играть хара́ктерные роли старух; одной из них стала Домна Пантелеевна в «Талантах и поклонниках». В 1907—1908 годах сыграла сезон в «Петербургском театре» Николая Красова, где прославилась ролью сектантской «богородицы» в «Чёрных воронах» Виктора Протопопова; из-за этой пьесы театр был вскоре закрыт. В 1908—1915 годах служила в Театре Литературно-художественного общества.
С 1915 года и до конца жизни выступала на сцене Александринского театра, в советское время известного как Ленинградский театр драмы имени А. С. Пушкина. В 1920—1921 годах также играла в спектаклях Государственного театра комической оперы под руководством Константина Марджанова.
Снималась в фильмах начиная с первых лет существования советского кинематографа.
В годы Великой Отечественной войны на личные средства купила боевой самолёт, на котором летал лётчик 14-го гвардейского авиаполка капитан Виктор Тимофеевич Калмыков. На борту истребителя была надпись: «За Родину! От народной артистки СССР Корчагиной-Александровской». Лётчик Калмыков совершил на нём 250 боевых вылетов и лично сбил 8 самолётов противника.

Могила в Некрополе мастеров искусств в Санкт-Петербурге

Депутат Верховного Совета СССР 1 созыва (1937—1946).
Екатерина Павловна Корчагина-Александровская скончалась 15 января 1951 года в Ленинграде. Похоронена на Тихвинском кладбище (Некрополь мастеров искусств) Александро-Невской лавры.

### Семья
- Муж — Владимир Васильевич Александровский (1868—1920), актёр и театральный режиссёр[4][8].
- Дочь — Екатерина Владимировна Александровская (1899—1973), советская актриса. Народная артистка РСФСР (1960).

## Звания и награды
- Народная артистка СССР (1936)
- Сталинская премия первой степени (1943) — за выдающиеся достижения в области театрально-драматического искусства[9]
- Два ордена Ленина (1939, 1948)[2]
- Орден Трудового Красного Знамени (1940)[10]
- Медаль «За доблестный труд в Великой Отечественной войне 1941—1945 гг.»

## Творчество

### Ленинградский академический театр драмы им. А. С. Пушкина
- «Свои люди — сочтёмся» А. Н. Островского — Олимпиада Самсоновна
- «Гроза» А. Н. Островского — Варвара
- «Снегурочка» А. Н. Островского — Лель
- «Доходное место» А. Н. Островского — Фелисата Герасимовна Кукушкина
- «Бесприданница» А. Н. Островского — Ефросинья Потаповна
- «Горе от ума» Грибоедова — Лиза
- «Ревизор» Н. В. Гоголя — Марья Антоновна
- «Смерть Пазухина» М. Е. Салтыкова-Щедрина — Анна Петровна Живоедова
- «Мещане» М. Горького — Елена
- «На дне» М. Горького — Настя
- «Ассамблея» П. П. Гнедича — Пехтерева
- 1904 — «Таланты и поклонники» А. Н. Островского — Домна Пантелеевна
- 1905 — «Завтрак у предводителя» И. С. Тургенева — Анна Ильинична Каурова
- 1907 — «Ревизор» Н. В. Гоголя — Февронья Петровна Пошлёпкина
- 1907 — «Лес» А. Н. Островского — ключница Улита
- 1908 — «Власть тьмы» Л. Н. Толстого — Матрёна
- 1908 — «Без вины виноватые» А. Н. Островского — Арина Галчиха
- 1923 — «Канцлер и Слесарь» А. В. Луначарского — Эмма Штарк
- 1926 — «Иван Каляев» И. Д. Калугина и В. В. Беренштама — мать Ивана Каляева
- 1926 — «Виринея» Л. Н. Сейфуллиной и В. П. Правдухина — Козлиха
- 1926 — «Пугачёвщина» К. А. Тренёва — старуха-мать
- 1930 — «Чудак» А. Н. Афиногенова — Добжина
- 1931 — «Страх» А. Н. Афиногенова — большевичка Клара
- 1934 — «Чужой ребёнок» В. В. Шваркина — Караулова
- 1935 — «Платон Кречет» А. Е. Корнейчука — санитарка Христина Архиповна
- 1936 — «Ревизор» Н. В. Гоголя — Февронья Петровна Пошлёпкина
- 1936 — «Лес» А. Н. Островского — ключница Улита
- 1936 — «Салют, Испания!» А. Н. Афиногенова — мать-республиканка
- 1936 — «Слава» В. М. Гусева — Мотылькова
- 1936 — «Свадьба Кречинского» А. В. Сухово-Кобылина — Атуева
- 1937 — «На берегу Невы» К. А. Тренёва — …
- 1937 — «Ленин» А. Я. Каплера и Т. С. Златогоровой — …
- 1941 — «Дворянское гнездо» по роману И. С. Тургенева — Марфа Тимофеевна Пестова
- 1943 — «Нашествие» Л. М. Леонова — нянька Демидьевна

### Фильмография
- 1923 — Комедиантка — ключница Гордеевна
- 1925 — Аэро НТ-54
- 1925 — Сердца и доллары — мать
- 1925 — Степан Халтурин — сваха
- 1925 — Тяжёлые годы — Мария Ивановна
- 1926 — Карьера Спирьки Шпандыря — молочница
- 1927 — Северная любовь — тётка Матрёна
- 1928 — Ася — кухарка
- 1929 — Адрес Ленина — тётка Фатимы
- 1929 — Песня весны — мать Алёнки
- 1930 — Кто виноват? — мать
- 1931 — На этом свете — тётя Катя
- 1933 — Гроза — Феклуша
- 1933 — Иудушка Головлёв — Улита
- 1934 — Два товарища (короткометражный) — Зоя
- 1934 — Золотые огни — эпизод
- 1934 — Крестьяне — мать Герасима
- 1935 — Аэроград — староверка
- 1938 — Победа — мать Клима Самойлова
- 1939 — Хирургия (короткометражный) — Марья Заплаксина
- 1941 — Отец и сын — жена Удалого
- 1945 — Простые люди — бабушка

## Память

Санкт-Петербург, Набережная р. Фонтанки, 55

- В 1958 году на могиле актрисы установлен памятник (скульптор Михаил Аникушин, архитекторы Галина Ашрапян, Валентин Каменский).
- На доме по адресу набережная реки Фонтанки, 55 в 1962 году была установлена мемориальная доска (скульптор Мария Литовченко, архитектор Владимир Федотов)[11].

## Адреса в Санкт-Петербурге — Ленинграде
- 1904 — Пушкинская улица, 7;[12]
- 1910—1914 — Моховая улица, 46;[13]
- 1914—1915 — Бородинская улица, 1;
- 1915—1916 — Александринская площадь (Островского с 1923), 9;
- 1916—1941, 1944—1951 — набережная реки Фонтанки, 55.